# علی‌آباد بالا (داورزن)
علی‌آباد بالا روستایی از توابع بخش مرکزی شهرستان داورزن در استان خراسان رضوی ایران است.

## جمعیت
این روستا در دهستان مزینان قرار داشته و بر اساس سرشماری سال ۱۳۸۵ جمعیت آن ۱۱۸ نفر (۲۳ خانوار)
بوده است.